# Ministério de Assuntos Exteriores e de Cooperação da Espanha
O Ministério dos Assuntos Exteriores e Cooperação da Espanha (MAEC) foi o corpo da administração geral do Governo da Espanha responsável pela condução das Relações Exteriores do país. Em junho de 2018, foi sucedido pelo Ministério de Assuntos Exteriores, União Europeia e Cooperação.
No exercício dessas funções, o Ministro dos Negócios Estrangeiros tinha o apoio de três secretários de estado e um secretário de adjunto, além da Agência Espanhola de Cooperação Internacional (AECI) e do Instituto Cervantes. O Ministério das Relações Exteriores tinha sua sede no Palácio de Santa Cruz, em Comunidade de Madrid.

## História
Este ministério foi denominado desde a sua criação em 1714, como Primeiro Secretário de Estado. Em 29 de novembro de 1833 foi nomeado como Ministro de Estado. Em 1938 adotou o nome de Ministério dos Negócios Estrangeiros (MAE) e em 2004 tomou o nome atual.
Após a Moção de censura ao governo de Mariano Rajoy de 2018 e a formação do novo Governo de Pedro Sánchez, em junho de 2018, o ministério sucessor passou a ser o Ministério de Assuntos Exteriores, União Europeia e Cooperação .

## Funções
O Ministério era encarregado de realizar as seguintes funções:
- Planejamento, direção, execução e avaliação da política externa do Estado.
- Organizar e promover relações da Espanha com outros estados e organizações internacionais.
- Promover a ligação econômica, cultural e científica da Espanha.
- Gestão da política de cooperação internacional para o desenvolvimento.
- Exercício de proteção de cidadãos espanhóis no exterior e participar na proposição e implantação de políticas sobre os estrangeiros.

## Órgãos dependentes
- Instituto Cervantes